# John Nathaniel Couch
John Nathaniel Couch est un botaniste américain, né le 12 octobre 1896 dans le comté de Prince Edward (Virginie) et mort le 16 décembre 1986 à Chapel Hill.

## Biographie
Il étudie à l’université Duke de 1914 à 1917, il obtient son Bachelor of Arts à l’université de Caroline du Nord en 1919, son Master of Arts à 1922 et son Ph. D. en 1924. Couch s’oriente vers la médecine mais l’un de ses professeurs, William Chambers Coker (1872-1953), l’incite à s’orienter vers la botanique. Il fréquente l’université de Nancy durant le printemps 1919 et celle du Wisconsin durant l’été 1923. Il enseigne la botanique à l’université de New York en 1917-1918 puis à Chapel Hill en 1919-1920, puis à Charlotte en 1920-1921, puis à nouveau à l’université de New York de 1922 à 1925, il est professeur assistant en 1927-1928, professeur associé de 1928 à 1932, professeur de 1932 à 1945 et occupe la chaire Kenan à partir de 1945. Couch se marie avec Else Dorthy Ruprecht le 28 mai 1927.
En parallèle à ses fonctions d’enseignant, il travaille au sein de l’Institut Carnegie de 1925 à 1926, puis au jardin botanique du Missouri en 1926-1927. Il voyage en Jamaïque pour le compte du jardin botanique Johns Hopkins. Il reçoit le grand prix Walker décerné par le Boston Society of Natural Sciences en 1939 et d’autres prix. Couch fait partie de l’American Association for the Advancement of Science, de la Botanical Society of America, de l’American Mycological Society, de l’American Mycological Society, du National Academy of Sciences...
Il est notamment l’auteur, avec William Chambers Coker (1872-1953), The gasteromycetes of the eastern United States and Canada (University of North Corolina press, 1928, réédité par J. Cramer, New York, 1969). Ainsi que The Genus Septobasidium (University of North Carolina Press, Chapel Hill, 1938). La bibliothèque de l’University of North Carolina porte aujourd’hui son nom.